# 이란 페르시아어
이란 페르시아어 또는 서부 페르시아어 또는 페르시아어(페르시아어: فارسی [fɒːrˈsiː])는 현대 페르시아어의 방언으로 이란에서 사용된다. 아프가니스탄의 다리어와 타지키스탄의 타지크어를 포함하여, 다른 페르시아어 방언과 상호 이해할 수 있다.

## 개요
언어학적으로는 인도유럽어족 - 인도이란어파 - 이란어군으로 분류된다. 페르시아라는 단어는 현대의 파르스 지방에 해당하는 파르사에서 유래되었다.
아프가니스탄의 다리어와 타지키스탄의 타지크어는 이란 페르시아어와는 다르지만, 많은 영향을 받았다. 중앙아시아의 언어들 자체가 모두 페르시아어의 영향을 받은 것이다. 다리어와 타지크어는 이란 페르시아어와는 발음이나 어휘, 정서법 등에 차이가 있으며, 정치적인 문제 등으로 별개의 언어로 취급된다.